# Седрік Вайдманн
Се́дрік Ва́йдманн (Ва́йдман; нім. Cédric Weidmann; нар. 29 липня 1991, Аффольтерн-ам-Альбіс, Аффольтерн, Цюрих, Швейцарія) — швейцарський письменник, філолог і літературтрегер. Доктор наук Вищої технічної школи Цюриха (2022).

## Біографія
2006 року, у віці 15 років, створив авторський літературний блог. Брав участь у кантональних і національних літературних конкурсах, публікувався в літературній періодиці. Вивчав, потім викладав германістику, економічну історію й теорію літератури у ВТШ Цюриха.
З 2013 року — член редколегії цюрихського контркультурного журналу delirium. 
2022 року захистив докторську дисертацію «Передчуття ностальгії. Розрахунок перетворення мови та капіталу» (нім. Antizipation der Nostalgie. Das Kalkül der Verklärung von Sprache und Kapital), де на матеріалі науково-фантастичних творів та політико-економічних теорій, зокрема марксистської теорії доданої вартості, розробив типологію ностальгії як соціокультурного феномена, що знецінює минуле на користь майбутнього («продуктивний» тип) або майбутнє на користь минулого («екстрактивний» тип). Того ж року очолив Дім літератури кантону Ааргау в Ленцбурзі, активну участь у роботі якого брав із 2009 року. 
Публікував оповідання, статті, есеї про наукову фантастику, футурологію, комп’ютерні ігри, колективні літературні практики, взаємозв’язок між літературою та економікою в журналах delirium, entwürfe, Das Magazin, Das Narr (Швейцарія), The Gap (Австрія), газеті Süddeutsche Zeitung (Німеччина), на медіапорталі litradio (Німеччина), у тематичній антології «Біокаталізатор. Психоактивна література» (нім. Wirkstoff. Psychoaktive Literatur, 2022), інших книжкових, періодичних і мережевих виданнях. 
Срібний медаліст Швейцарської філософської олімпіади (2010). Переможець національного літературного конкурсу «Постійне місце» (нім. Stammplatz, 2011). Лауреат літературної премії Вартхольца (Австрія, 2017).